# Bahnstrecke Police–Police Chemia
| Bahnhof in Police |                      |                                      |                                      |
| Streckennummer: | 431                  |                                      |                                      |
| Streckenlänge: | 4,958 km             |                                      |                                      |
| Spurweite: | 1435 mm (Normalspur) |                                      |                                      |
| Stromsystem: | 3 kV =               |                                      |                                      |
| Streckengeschwindigkeit: | 60 km/h              |                                      |                                      |
| |                      |                                      |                                      |
| \| \| 5,3 \| Police Chemia \| Police Chemia \| \| \| \| zum Chemiewerk \| \| \| \| \| von Trzebież Szczeciński (Ziegenort) \| \| \| \| \| vom Hydrierwerk Pölitz \| \| \| \| 0,378 \| Police (Pölitz) \| Police (Pölitz) \| \| \| \| nach Szczecin (Stettin) \| \| |                      |                                      |                                      |
| Betriebs-/Güterbahnhof Streckenanfang | 5,3                  | Police Chemia                        | Police Chemia                        |
| Abzweig geradeaus und nach links |                      | zum Chemiewerk                       | zum Chemiewerk                       |
| Abzweig geradeaus und von links |                      | von Trzebież Szczeciński (Ziegenort) | von Trzebież Szczeciński (Ziegenort) |
| Abzweig geradeaus und ehemals von rechts |                      | vom Hydrierwerk Pölitz               | vom Hydrierwerk Pölitz               |
| Dienststation / Betriebs- oder Güterbahnhof | 0,378                | Police (Pölitz)                      | Police (Pölitz)                      |
| Strecke |                      | nach Szczecin (Stettin)              | nach Szczecin (Stettin)              |

Die Bahnstrecke Police–Police Chemia ist eine normalspurige Nebenstrecke der Polnischen Staatsbahn (PKP) im Nordwesten der Woiwodschaft Westpommern.

## Verlauf
Die Bahnstrecke vom Bahnhof Police zum Chemiewerk Zakłady Chemiczne Police SA (deutsch Chemische Werke Pölitz AG) verbindet den Betrieb mit dem polnischen Schienennetz für den Güterverkehr.

## Geschichte
Die Eisenbahnstrecke wurde 1966 eröffnet und ist seit dem 22. Dezember 1982 elektrifiziert. Sie dient ausschließlich der Abwicklung des Güterverkehrs für die angrenzenden Chemischen Werke.